# Kungsfågelmanakin
Kungsfågelmanakin (Machaeropterus regulus) är en fågel i familjen manakiner inom ordningen tättingar.

## Utbredning och systematik
Kungsfågelmanakinen förekommer enbart i östra Brasilien. Tidigare behandlades kungsfågelmanakin och strimmanakin (Machaeropterus striolatus) som en och samma art, och vissa gör det fortfarande.

## Status
IUCN kategoriserar arten som livskraftig.